# Мария Кокарешкова
Мария Георгиева Кокарешкова е българска певица.
Родена е на 7 януари 1934 година в Белица, неин по-голям брат е фолклористът Александър Кокарешков. Завършва гимназия в Разлог и през 1952 година се премества в София, където завършва българска филология. Дълги години работи в Ансамбъла за народни песни на Българското радио, част е от хора „Мистерията на българските гласове“. Изпълнява главно песни от Македонската фолклорна област, а особена известност придобиват дуетите ѝ с Василка Иванова („Йовано, Йованке“, „Море, сокол пие“, „Глави ме, мамо“).
Мария Кокарешкова умира на 18 юли 2021 година.